# Sepp Maier
Josef Dieter ("Sepp") Maier (Metten, 28 februari 1944) is een Duits voormalig voetballer en voetbaltrainer.
Maier was van 1952 tot 1958 aanvankelijk veldspeler en later doelman bij de amateurclub TSV Haar. Bij het vervangen van de vaste doelman maakte hij, ondanks een 0–12 nederlaag, een goede indruk zodat hij in 1959 terechtkwam bij FC Bayern München.
In 1965 promoveerde hij met FC Bayern naar de Bundesliga. Hij speelde bij Bayern 473 wedstrijden in de Bundesliga, waarmee hij tot 25 augustus 2024 recordhouder was. Thomas Müller speelde toen zijn 474e wedstrijd in de Bundesliga. In 1977 werd Maier aanvoerder van het eerste elftal. In 1975, 1977 en 1978 werd Maier gekozen tot Duits voetballer van het jaar. In 1978 kreeg hij de titel Duitse keeper van de eeuw en het Bundesverdienstkreuz.
Maier stond 95 keer in het doel van het West-Duitse elftal, vanaf 1978 als aanvoerder. Met het West-Duits elftal werd hij in 1974 wereldkampioen.
Een auto-ongeluk beëindigde in 1979 Maiers actieve carrière. Hij werd keeperstrainer van FC Bayern München en ook van het (West-)Duitse elftal.
Op dinsdagavond 7 november 1978 maakte Maier deel uit van het FC Bayern-elftal dat ter gelegenheid van het afscheid van Johan Cruijff AFC Ajax met 0-8 versloeg in het Olympisch Stadion in Amsterdam. Voor het gebrek aan hoffelijkheid, dat volgens de FC Bayern-spelers kwam door de slechte ontvangst in Amsterdam, maakte Maier op 9 mei 2006 in het televisieprogramma NOVA zijn excuses: "Sorry, Johan! We zullen het niet nog een keer doen."

## Erelijst
FC Bayern München
- Bundesliga: 1968/69, 1971/72, 1972/73, 1973/74
- DFB-Pokal: 1965/66, 1966/67, 1968/69, 1969/70
- Europacup I: 1973/74, 1974/75, 1975/76
- Europacup II: 1966/67
- Wereldbeker voor clubteams: 1976

 West-Duitsland
- Wereldkampioenschap voetbal: 1974
- Europees Kampioenschap: 1972

Individueel
- FIFA World Cup All-Star Team: 1974
- kicker Bundesliga Team of the Season: 1974/75
- Fußballer des Jahres: 1975, 1977, 1978
- FIFA 100
- Duits Doelman van de Eeuw
- World Soccer: The 100 Greatest Footballers of All Time
- One Club Man Award: 2017
- FC Bayern München All-time XI
- Hall of Fame des deutschen Sports